# Copa Libertadores 1990
Navigation
Édition précédente Édition suivante
La Copa Libertadores 1990 est la 31e édition de la Copa Libertadores. Le club vainqueur de la compétition est désigné champion d'Amérique du Sud 1990 et se qualifie pour la Coupe intercontinentale 1990 et la Copa Interamericana 1990.
C'est la formation paraguayenne du Club Olimpia, finaliste malheureux la saison précédente, qui remporte le trophée cette année-là, après avoir battu en finale les Équatoriens du Barcelona Sporting Club. Il s'agit du second titre du club après son succès obtenu en 1979. Barcelona devient la première équipe d'Équateur à atteindre la finale de la Copa Libertadores. L'attaquant d'Olimpia Adriano Samaniego termine meilleur buteur de la compétition avec sept buts inscrits.
La compétition conserve le même format que l'année précédente. Les trois premiers de chaque poule du premier tour disputent la phase finale, jouée sous forme de rencontres à élimination directe, des huitièmes de finale jusqu'à la finale. En cas d'égalité de résultat, les clubs disputent une séance de tirs au but : il n'y a pas de match d'appui et la règle des buts marqués à l'extérieur n'est pas utilisée.
Cette édition est marquée par l'absence de formations colombiennes. En effet, le championnat colombien est suspendu à la suite du meurtre d'un arbitre de touche, un assassinat lié à un pari sur une rencontre du championnat. Par conséquent, seul le tenant du titre, l'Atletico Nacional, représente la Colombie lors de cette Copa Libertadores.

## Clubs engagés
- Corporación Deportiva Club Atlético Nacional - Tenant du titre
- CA Independiente - Champion d'Argentine 1988-1989
- Club Atlético River Plate - Vainqueur du barrage pré-Libertadores 1988-1989
- The Strongest La Paz - Champion de Bolivie 1989
- Oriente Petrolero - Vice-champion de Bolivie 1989
- Club de Regatas Vasco da Gama - Champion du Brésil 1989
- Grêmio Foot-Ball Porto Alegrense - Vainqueur de la Copa do Brasil 1989
- Club Social y Deportivo Colo-Colo - Champion du Chili 1989
- Club Deportivo Universidad Católica - Vainqueur de la Liguilla pré-Libertadores 1989
- Barcelona Sporting Club - Champion d'Équateur 1989
- Club Sport Emelec - Vice-champion d'Équateur 1989
- Club Olimpia - Champion du Paraguay 1989
- Cerro Porteño - Vainqueur du barrage pré-Libertadores 1990
- Club Sport Unión Huaral - Champion du Pérou 1989
- Club Sporting Cristal - Vice-champion du Pérou 1989
- Defensor Sporting Club - 1er de la Liguilla pré-Libertadores 1989
- Club Atlético Progreso - 2e de la Liguilla pré-Libertadores 1989
- Mineros de Guayana - Champion du Venezuela 1988-1989
- CD Pepeganga Margarita - Vice-champion du Venezuela 1988-1989

## Compétition

### Premier tour
| Rang | Équipe                  | Pts | J | G | N | P | Bp | Bc | Diff |  | Résultats (▼ dom., ► ext.) | Eme | Str | Bar | Ori |
| ---- | ----------------------- | --- | - | - | - | - | -- | -- | ---- |  | -------------------------- | --- | --- | --- | --- |
| 1    | Club Sport Emelec       | 6   | 6 | 2 | 2 | 2 | 9  | 8  | +1   |  | Club Sport Emelec          |     | 1-0 | 3-1 | 2-2 |
| 2    | The Strongest La Paz    | 6   | 6 | 3 | 0 | 3 | 8  | 7  | +1   |  | The Strongest La Paz       | 4-3 |     | 2-1 | 2-0 |
| 3    | Barcelona Sporting Club | 6   | 6 | 2 | 2 | 2 | 6  | 7  | -1   |  | Barcelona Sporting Club    | 0-0 | 1-0 |     | 2-1 |
| 4    | Oriente Petrolero       | 6   | 6 | 2 | 2 | 2 | 6  | 7  | -1   |  | Oriente Petrolero          | 1-0 | 1-0 | 1-1 |     |

Matchs d'appui pour la 3e place :
La différence de buts n'est pas comptabilisée lors des deux rencontres.
| Équipe 1                | Résultat      | Équipe 2          | Aller | Retour |
| ----------------------- | ------------- | ----------------- | ----- | ------ |
| Barcelona Sporting Club | 2 - 2 4-5 tab | Oriente Petrolero | 3 - 1 | 2 - 3  |

| Rang | Équipe                    | Pts     | J       | G       | N       | P       | Bp      | Bc      | Diff    |  | Résultats (▼ dom., ► ext.) | Ind | RPl |
| ---- | ------------------------- | ------- | ------- | ------- | ------- | ------- | ------- | ------- | ------- |  | -------------------------- | --- | --- |
| 1    | CA Independiente          | 3       | 2       | 1       | 1       | 0       | 1       | 0       | +1      |  | CA Independiente           |     | 1-0 |
| 2    | Club Atlético River Plate | 1       | 2       | 0       | 1       | 1       | 0       | 1       | -1      |  | Club Atlético River Plate  | 0-0 |     |
| 3    | Champion de Colombie      | Forfait | Forfait | Forfait | Forfait | Forfait | Forfait | Forfait | Forfait |  |                            |     |     |
| 4    | Vice-champion de Colombie | Forfait | Forfait | Forfait | Forfait | Forfait | Forfait | Forfait | Forfait |  |                            |     |     |

| Rang | Équipe                | Pts | J | G | N | P | Bp | Bc | Diff |  | Résultats (▼ dom., ► ext.) | Col | UCa | Hua | Cri |
| ---- | --------------------- | --- | - | - | - | - | -- | -- | ---- |  | -------------------------- | --- | --- | --- | --- |
| 1    | CSD Colo-Colo         | 8   | 6 | 4 | 0 | 2 | 11 | 7  | +4   |  | CSD Colo-Colo              |     | 1-2 | 3-1 | 2-0 |
| 2    | Universidad Católica  | 7   | 6 | 2 | 3 | 1 | 6  | 4  | +2   |  | Universidad Católica       | 0-0 |     | 2-2 | 2-0 |
| 3    | CS Unión Huaral       | 5   | 6 | 1 | 3 | 2 | 5  | 9  | -4   |  | CS Unión Huaral            | 1-1 | 1-0 |     | 0-3 |
| 4    | Club Sporting Cristal | 4   | 6 | 1 | 2 | 3 | 4  | 6  | -2   |  | Club Sporting Cristal      | 1-2 | 0-0 | 0-0 |     |

| Rang | Équipe                 | Pts | J | G | N | P | Bp | Bc | Diff |  | Résultats (▼ dom., ► ext.) | Pro | Def | Mar | Min |
| ---- | ---------------------- | --- | - | - | - | - | -- | -- | ---- |  | -------------------------- | --- | --- | --- | --- |
| 1    | Club Atlético Progreso | 7   | 6 | 2 | 3 | 1 | 7  | 4  | +3   |  | Club Atlético Progreso     |     | 1-1 | 2-0 | 1-1 |
| 2    | Defensor Sporting Club | 7   | 6 | 2 | 3 | 1 | 5  | 3  | +2   |  | Defensor Sporting Club     | 0-0 |     | 1-0 | 3-1 |
| 3    | CD Pepeganga Margarita | 6   | 6 | 3 | 0 | 3 | 4  | 5  | -1   |  | CD Pepeganga Margarita     | 1-0 | 1-0 |     | 2-1 |
| 4    | Mineros de Guayana     | 6   | 6 | 1 | 2 | 3 | 5  | 9  | -4   |  | Mineros de Guayana         | 0-0 | 1-3 | 1-0 |     |

| Match de classement pour la 1re place | Club Atlético Progreso      | 4 - 0 | Defensor Sporting Club |  |  |
| 4 avril 1990                          | Miqueiro , · Silva · Berger |       |                        |  |  |

| Rang | Équipe              | Pts | J | G | N | P | Bp | Bc | Diff |  | Résultats (▼ dom., ► ext.) | Oli | CPo | Vas | Grê |
| ---- | ------------------- | --- | - | - | - | - | -- | -- | ---- |  | -------------------------- | --- | --- | --- | --- |
| 1    | Club Olimpia        | 7   | 6 | 3 | 1 | 2 | 9  | 8  | +1   |  | Club Olimpia               |     | 2-1 | 2-1 | 1-0 |
| 2    | Cerro Porteño       | 6   | 6 | 2 | 2 | 2 | 8  | 8  | 0    |  | Cerro Porteño              | 3-2 |     | 1-1 | 3-1 |
| 3    | CR Vasco da Gama    | 6   | 6 | 2 | 2 | 2 | 5  | 5  | 0    |  | CR Vasco da Gama           | 1-0 | 2-0 |     | 0-0 |
| 4    | Grêmio Porto Alegre | 5   | 6 | 1 | 3 | 2 | 5  | 6  | -1   |  | Grêmio Porto Alegre        | 2-2 | 0-0 | 2-0 |     |

### Huitièmes de finale
En raison de l'absence des clubs colombiens lors du premier tour, Club Olimpia est exempté et se qualifie directement pour les quarts de finale.
| Équipe 1                | Résultat      | Équipe 2                  | Aller | Retour |
| ----------------------- | ------------- | ------------------------- | ----- | ------ |
| Universidad Católica    | 4 - 2         | The Strongest La Paz      | 3 - 1 | 1 - 1  |
| CSD Colo-Colo           | 3 - 3 4-5 tab | CR Vasco da Gama          | 0 - 0 | 3 - 3  |
| Cerro Porteño           | 0 - 1         | Atlético Nacional         | 0 - 0 | 0 - 1  |
| Defensor Sporting Club  | 2 - 4         | Club Atlético River Plate | 1 - 2 | 1 - 2  |
| CD Pepeganga Margarita  | 0 - 9         | CA Independiente          | 0 - 6 | 0 - 3  |
| CS Unión Huaral         | 1 - 2         | Club Sport Emelec         | 1 - 0 | 0 - 2  |
| Barcelona Sporting Club | 4 - 2         | Club Atlético Progreso    | 2 - 0 | 2 - 2  |

### Quarts de finale
Le tirage au sort est orienté afin que les clubs issus d'un même pays se rencontrent, pour éviter une finale entre deux formations d'une même fédération.
| Équipe 1                  | Résultat | Équipe 2                | Aller | Retour |
| ------------------------- | -------- | ----------------------- | ----- | ------ |
| Club Atlético River Plate | 3 - 1    | CA Independiente        | 2 - 0 | 1 - 1  |
| CR Vasco da Gama          | 0 - 1    | Atlético Nacional       | 0 - 0 | 0 - 1  |
| Club Olimpia              | 6 - 4    | CD Universidad Católica | 2 - 0 | 4 - 4  |
| Club Sport Emelec         | 0 - 1    | Barcelona Sporting Club | 0 - 0 | 0 - 1  |

### Demi-finales
| Équipe 1                  | Résultat      | Équipe 2                | Aller | Retour |
| ------------------------- | ------------- | ----------------------- | ----- | ------ |
| Club Olimpia              | 4 - 4 3-4 tab | Atlético Nacional       | 2 - 1 | 2 - 3  |
| Club Atlético River Plate | 1 - 1 3-4 tab | Barcelona Sporting Club | 1 - 0 | 0 - 1  |

### Finale
| 3 octobre 1990 | Club Olimpia                 | 2 - 0 | Barcelona Sporting Club | Estadio Defensores del Chaco, Asuncion                  |                                                         |
|                | Amarilla 25e · Samaniego 78e |       |                         | Spectateurs : 35 000 Arbitrage : Juan Daniel Cardellino | Spectateurs : 35 000 Arbitrage : Juan Daniel Cardellino |

| 10 octobre 1990 | Barcelona Sporting Club | 1 - 1 | Club Olimpia | Estadio Monumental, Guayaquil                        |                                                      |
|                 | Trobbiani 62e           |       | 81e Amarilla | Spectateurs : 55 000 Arbitrage : Juan Carlos Loustau | Spectateurs : 55 000 Arbitrage : Juan Carlos Loustau |

| Vainqueur de la Copa Libertadores 1990 |
| -------------------------------------- |
| Club Olimpia Second titre              |